# Homopholis
Homopholis is een geslacht van hagedissen dat behoort tot de gekko's (Gekkota) en de familie Gekkonidae.

## Naam en indeling
De wetenschappelijke naam van de groep werd voor het eerst voorgesteld door George Albert Boulenger in 1885. Er zijn vier soorten, een aantal soorten werd eerder aan het geslacht Platypholis toegekend.

## Verspreiding en habitat
De gekko's komen voor in delen van Afrika en leven in de landen Ethiopië, Kenia, Somalië, Tanzania, Zuid-Afrika, Mozambique en Zimbabwe. De habitat bestaat uit droge savannen, droge tropische en subtropische bossen, verschillende typen graslanden en rotsige omgevingen. Ook in door de mens aangepaste streken zoals landelijke tuinen en stedelijke gebieden kunnen de dieren worden aangetroffen.

## Beschermingsstatus
Door de internationale natuurbeschermingsorganisatie IUCN is aan alle soorten een beschermingsstatus toegewezen. De hagedissen worden beschouwd als 'veilig' (Least Concern of LC).

## Soorten
Het geslacht omvat de volgende soorten, met de auteur, het verspreidingsgebied en eventueel de persoon waarnaar de soort is vernoemd.
| Naam                 | Auteur          | Vernoemd naar                       | Verspreidingsgebied                |
| -------------------- | --------------- | ----------------------------------- | ---------------------------------- |
| Homopholis arnoldi   | Loveridge, 1944 | George Arnold (1881-1962)           | Zimbabwe                           |
| Homopholis fasciata  | Boulenger, 1890 | –                                   | Ethiopië, Kenia, Somalië, Tanzania |
| Homopholis mulleri   | Visser, 1987    | Douglas Muller                      | Zuid-Afrika                        |
| Homopholis walbergii | Smith, 1849     | Johan August Wahlberg (1810 - 1856) | Zuid-Afrika, Mozambique            |